# Paolo Renosto

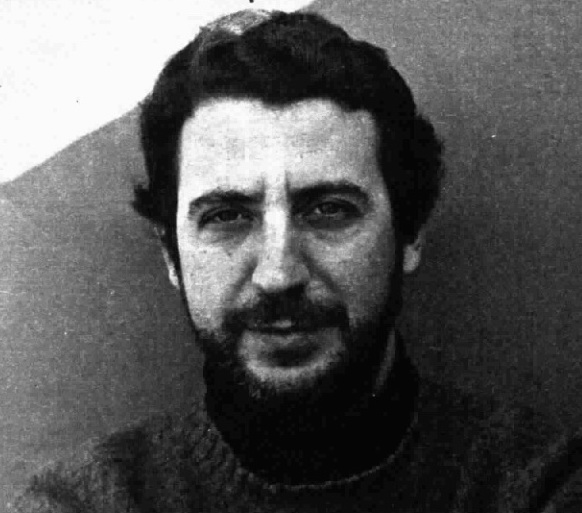
Paolo Renosto (1975)

Paolo Renosto (* 10. Oktober 1935 in Florenz; † 10. Februar 1988) war ein italienischer Komponist, Dirigent und Pianist.
Renosto bildete sich am Konservatorium seiner Heimatstadt Florenz, wo er Klavier und Komposition studierte. Später wurde er Schüler, Kollaborateur und echter Freund von Bruno Maderna, der als offizieller Dirigent für die Uraufführungen von zwei der wichtigsten Kompositionen von Renosto, Forma op.7 (1968) und Nacht (1969), verantwortlich war. Renosto widmete später Maderna die Komposition Concerto per pianoforte e orchestra (1975).
Renosto war Autor von symphonischen, chorischen, kammermusikalischen, solistischen und Bühnenmusik-Kompositionen. Er war auch Musikkritiker und Historiker, und er arbeitete mit RAI als Schöpfer und Gastgeber mehrerer Radioprogramme zusammen, die sich der zeitgenössischen klassischen Musik widmeten. Er komponierte auch, manchmal unter dem Pseudonym Lesiman, Themenmusik für Filme, Fernsehsendungen und Dokumentationen. Er starb an einem Herzinfarkt. Er lehrte an der Fakultät des Konservatoriums Bologna, wo einer seiner Schüler Chiara Benati war.